# Change of Fortune
Change of Fortune è l'undicesimo album in studio del gruppo musicale statunitense Soul Asylum, pubblicato il 18 marzo 2016 dalla Entertainment One.

## Descrizione
Il disco, prodotto da John Fields, è il primo senza lo storico chitarrista Dan Murphy, al cui posto è arrivato Justin Sharbono, mentre al basso il posto di Tommy Stinson viene preso da Winston Roye.

## Tracce
1. Supersonic – 3:00
2. Can't help it – 3:00
3. Doomsday – 2:58
4. Ladies man – 3:22
5. When I See You – 3:47
6. Moonshine – 4:03
7. Make it Real – 2:18
8. Dealing – 4:04
9. Don't Bother Me – 3:28
10. Morgan's Dog – 3:35
11. Change of Fortune – 2:55
12. Cool – 2:55